# Ixobrychus involucris
Il tarabusino dorsostriato (Ixobrychus involucris (Vieillot, 1823)) è un uccello della famiglia Ardeidae.

## Distribuzione e habitat
La specie nidifica in Colombia, Venezuela, Guyana,  Guiana francese, Suriname, Trinidad e Tobago, alle estremità settentrionale e meridionale del Brasile, in Perù, Bolivia, Paraguay, Uruguay, Argentina e Cile.